# Cascina Antonietta
Cascina Antonietta – stacja metra w Mediolanie, na linii M2. Zlokalizowana jest pomiędzy stacjami Gessate, a Gorgonzola. Została otwarta w 1985.